# Lista de artilheiros da Liga dos Campeões da UEFA
A Liga dos Campeões da UEFA, conhecida até 1992 como Taça dos Clubes Campeões Europeus, é uma competição anual de futebol organizada pela UEFA desde 1955. Originalmente uma competição eliminatória aberta apenas aos clubes campeões, o torneio foi expandido durante a década de 1990 para incorporar uma fase de grupos round-robin e mais equipes. A expansão resultou em mais partidas disputadas, aumentando as chances de gol dos jogadores; assim, as classificações favorecem os jogadores modernos: apenas sete dos 52 jogadores da lista nunca competiram na Liga dos Campeões reformada.
Com 140 gols, Cristiano Ronaldo é atualmente o maior artilheiro de todos os tempos da Liga dos Campeões, enquanto seu rival de carreira, Lionel Messi, é o único outro jogador a atingir os três dígitos. Ronaldo também terminou como o artilheiro do maior número de temporadas individuais na história da competição, somando sete vezes.
O título de maior goleador já havia sido detido por Raúl, que marcou seu 50º gol em 2005 no Real Madrid, ultrapassando Alfredo Di Stéfano.  Ele manteve o recorde até novembro de 2014, quando sua marca de 71 gols foi igualada pela primeira vez e depois superada por Messi. Ronaldo continua sendo o artilheiro da competição desde setembro de 2015; depois de uma troca de recordes entre ele e Messi, um hat-trick do primeiro contra o Shakhtar Donetsk colocou Ronaldo na frente com 80 gols, e desde então ele não sairia do primeiro lugar. Incluindo as eliminatórias, Cristiano Ronaldo marcou 141 gols na Liga dos Campeões.

## Artilharia

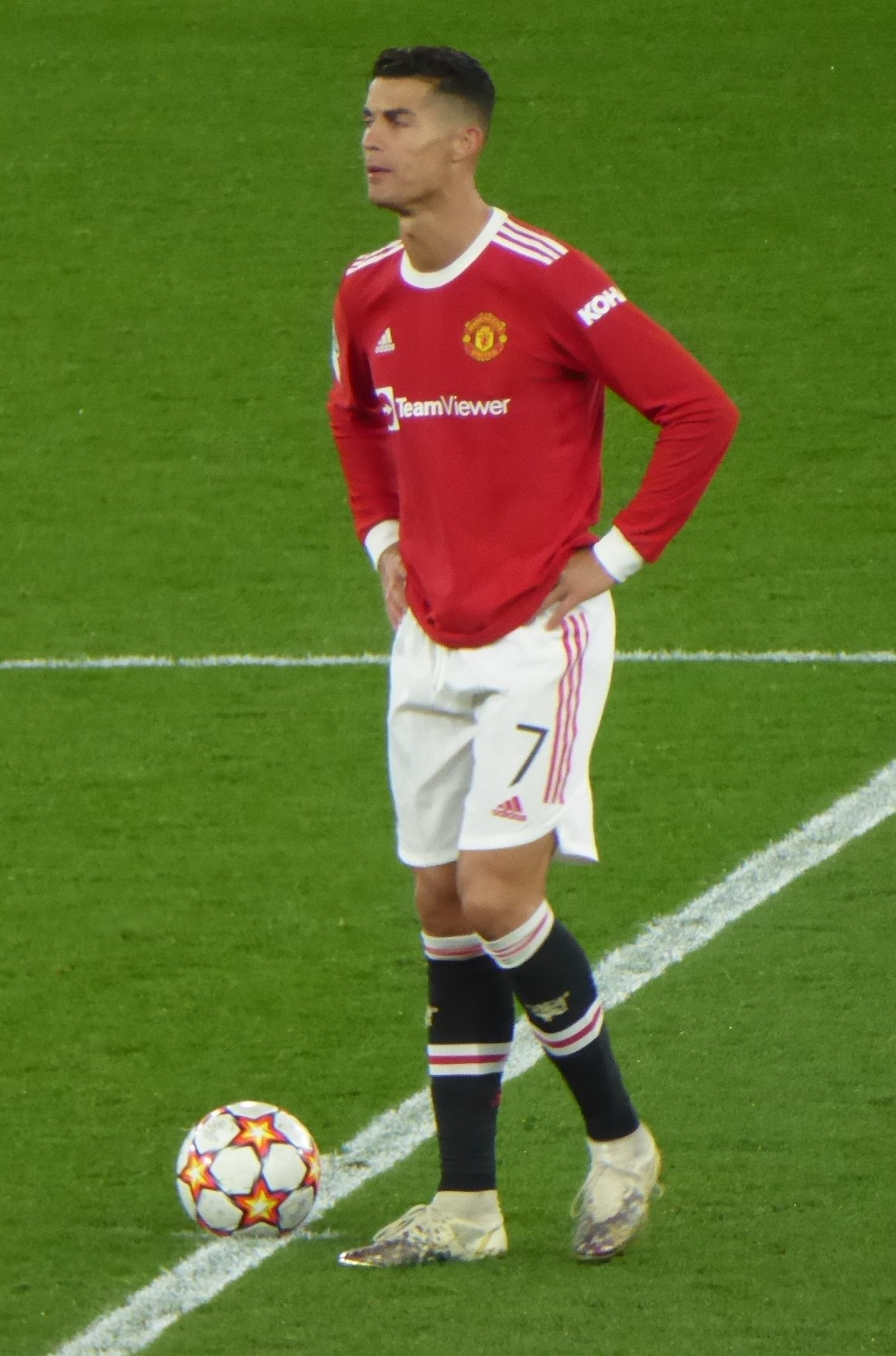
Cristiano Ronaldo, o maior artilheiro da história da Liga dos Campeões e jogador com mais temporadas como melhor marcador (7 vezes).

### Por Temporada
A tabela abaixo não inclui os gols marcados na fase de qualificação da competição.
| Edição                            | Jogador                           | Clube(s)                          | Gols                              |
| Taça dos Clubes Campeões Europeus | Taça dos Clubes Campeões Europeus | Taça dos Clubes Campeões Europeus | Taça dos Clubes Campeões Europeus |
| --------------------------------- | --------------------------------- | --------------------------------- | --------------------------------- |
| 1955–56                           | Miloš Milutinović                 | Partizan Belgrado                 | 8                                 |
| 1956–57                           | Dennis Viollet                    | Manchester United                 | 9                                 |
| 1957–58                           | Alfredo Di Stéfano                | Real Madrid                       | 10                                |
| 1958–59                           | Just Fontaine                     | Stade Reims                       | 10                                |
| 1959–60                           | Ferenc Puskás                     | Real Madrid                       | 12                                |
| 1960–61                           | José Águas                        | Benfica                           | 11                                |
| 1961–62                           | Heinz Strehl                      | Nuremberg                         | 8                                 |
| 1962–63                           | José Altafini                     | Milan                             | 14                                |
| 1963–64                           | Vladica Kovačević                 | Partizan Belgrado                 | 7                                 |
| 1963–64                           | Sandro Mazzola                    | Internazionale                    | 7                                 |
| 1963–64                           | Ferenc Puskás                     | Real Madrid                       | 7                                 |
| 1964–65                           | Eusébio                           | Benfica                           | 9                                 |
| 1964–65                           | José Torres                       | Benfica                           | 9                                 |
| 1965–66                           | Eusébio                           | Benfica                           | 7                                 |
| 1965–66                           | Flórián Albert                    | Ferencvárosi                      | 7                                 |
| 1966–67                           | Paul van Himst                    | Anderlecht                        | 6                                 |
| 1966–67                           | Jürgen Piepenburg                 | Vorwärts Berlim                   | 6                                 |
| 1967–68                           | Eusébio                           | Benfica                           | 6                                 |
| 1968–69                           | Denis Law                         | Manchester United                 | 9                                 |
| 1969–70                           | Mick Jones                        | Leeds United                      | 8                                 |
| 1970–71                           | Antonis Antoniadis                | Panathinaikos                     | 10                                |
| 1971–72                           | Johan Cruijff                     | Ajax                              | 5                                 |
| 1971–72                           | Antal Dunai                       | Újpest                            | 5                                 |
| 1971–72                           | Lou Macari                        | Celtic                            | 5                                 |
| 1971–72                           | Silvester Takač                   | Standard de Liège                 | 5                                 |
| 1972–73                           | Gerd Müller                       | Bayern de Munique                 | 11                                |
| 1973–74                           | Gerd Müller                       | Bayern de Munique                 | 8                                 |
| 1974–75                           | Gerd Müller                       | Bayern de Munique                 | 5                                 |
| 1974–75                           | Eduard Markarov                   | Ararat Erevan                     | 5                                 |
| 1975–76                           | Jupp Heynckes                     | Borussia Mönchengladbach          | 6                                 |
| 1976–77                           | Franco Cucinotta                  | Zurique                           | 5                                 |
| 1976–77                           | Gerd Müller                       | Bayern de Munique                 | 5                                 |
| 1977–78                           | Allan Simonsen                    | Borussia Mönchengladbach          | 5                                 |
| 1978–79                           | Claudio Sulser                    | Grasshopper                       | 11                                |
| 1979–80                           | Søren Lerby                       | Ajax                              | 10                                |
| 1980–81                           | Karl-Heinz Rummenigge             | Bayern de Munique                 | 6                                 |
| 1980–81                           | Terry McDermott                   | Liverpool                         | 6                                 |
| 1980–81                           | Graeme Souness                    | Liverpool                         | 6                                 |
| 1981–82                           | Dieter Hoeneß                     | Bayern de Munique                 | 7                                 |
| 1982–83                           | Paolo Rossi                       | Juventus                          | 6                                 |
| 1983–84                           | Viktor Sokol                      | Dinamo Minsk                      | 6                                 |
| 1984–85                           | Torbjörn Nilsson                  | IFK Göteborg                      | 7                                 |
| 1984–85                           | Michel Platini                    | Juventus                          | 7                                 |
| 1985–86                           | Torbjörn Nilsson                  | IFK Göteborg                      | 6                                 |
| 1986–87                           | Borislav Cvetković                | Estrela Vermelha                  | 7                                 |
| 1987–88                           | Rui Águas                         | Benfica                           | 4                                 |
| 1987–88                           | René van der Gijp                 | Neuchâtel Xamax                   | 4                                 |
| 1987–88                           | Petar Novák                       | Slavia Praha                      | 4                                 |
| 1987–88                           | Ally McCoist                      | Rangers                           | 4                                 |
| 1987–88                           | Míchel                            | Real Madrid                       | 4                                 |
| 1987–88                           | Gheorghe Hagi                     | Steaua Bucuresti                  | 4                                 |
| 1987–88                           | Rabah Madjer                      | Porto                             | 4                                 |
| 1988–89                           | Marco van Basten                  | Milan                             | 10                                |
| 1989–90                           | Jean-Pierre Papin                 | Olympique de Marseille            | 6                                 |
| 1989–90                           | Romário                           | PSV Eindhoven                     | 6                                 |
| 1990–91                           | Jean-Pierre Papin                 | Olympique de Marseille            | 6                                 |
| 1990–91                           | Peter Pacult                      | Tirol Innsbruck                   | 6                                 |
| 1991–92                           | Jean-Pierre Papin                 | Olympique de Marseille            | 7                                 |
| 1991–92                           | Sergey Yuran                      | Benfica                           | 7                                 |
| Liga dos Campeões da UEFA         |                                   |                                   |                                   |
| 1992–93                           | Romário                           | PSV Eindhoven                     | 7                                 |
| 1993–94                           | Ronald Koeman                     | Barcelona                         | 8                                 |
| 1993–94                           | Wynton Rufer                      | Werder Bremen                     | 8                                 |
| 1994–95                           | George Weah                       | Paris Saint-Germain               | 7                                 |
| 1995–96                           | Jari Litmanen                     | Ajax                              | 9                                 |
| 1996–97                           | Milinko Pantic                    | Atlético de Madrid                | 5                                 |
| 1997–98                           | Alessandro Del Piero              | Juventus                          | 10                                |
| 1998–99                           | Andriy Shevchenko                 | Dínamo Kiev                       | 8                                 |
| 1998–99                           | Dwight Yorke                      | Manchester United                 | 8                                 |
| 1999–00                           | Raúl                              | Real Madrid                       | 10                                |
| 1999–00                           | Rivaldo                           | Barcelona                         | 10                                |
| 1999–00                           | Jardel                            | Porto                             | 10                                |
| 2000–01                           | Raúl                              | Real Madrid                       | 7                                 |
| 2001–02                           | Ruud van Nistelrooy               | Manchester United                 | 10                                |
| 2002–03                           | Ruud van Nistelrooy               | Manchester United                 | 12                                |
| 2003–04                           | Fernando Morientes                | Monaco                            | 9                                 |
| 2004–05                           | Ruud van Nistelrooy               | Manchester United                 | 8                                 |
| 2005–06                           | Andriy Shevchenko                 | Milan                             | 9                                 |
| 2006–07                           | Kaká                              | Milan                             | 10                                |
| 2007–08                           | Cristiano Ronaldo                 | Manchester United                 | 8                                 |
| 2008–09                           | Lionel Messi                      | Barcelona                         | 9                                 |
| 2009–10                           | Lionel Messi                      | Barcelona                         | 8                                 |
| 2010–11                           | Lionel Messi                      | Barcelona                         | 12                                |
| 2011–12                           | Lionel Messi                      | Barcelona                         | 14                                |
| 2012–13                           | Cristiano Ronaldo                 | Real Madrid                       | 12                                |
| 2013–14                           | Cristiano Ronaldo                 | Real Madrid                       | 17                                |
| 2014–15                           | Lionel Messi                      | Barcelona                         | 10                                |
| 2014–15                           | Cristiano Ronaldo                 | Real Madrid                       | 10                                |
| 2014–15                           | Neymar                            | Barcelona                         | 10                                |
| 2015–16                           | Cristiano Ronaldo                 | Real Madrid                       | 16                                |
| 2016–17                           | Cristiano Ronaldo                 | Real Madrid                       | 12                                |
| 2017–18                           | Cristiano Ronaldo                 | Real Madrid                       | 15                                |
| 2018–19                           | Lionel Messi                      | Barcelona                         | 12                                |
| 2019–20                           | Robert Lewandowski                | Bayern de Munique                 | 15                                |
| 2020–21                           | Erling Haaland                    | Borussia Dortmund                 | 10                                |
| 2021–22                           | Karim Benzema                     | Real Madrid                       | 15                                |
| 2022–23                           | Erling Haaland                    | Manchester City                   | 12                                |
| 2023–24                           | Harry Kane                        | Bayern de Munique                 | 8                                 |
| 2023–24                           | Kylian Mbappé                     | Paris Saint-Germain               | 8                                 |
| 2024-25                           | Raphinha Serhou Guirassy          | Barcelona Borussia Dortmund       | 13                                |

### Por país
| País              | Artilheiros | Anos |
| ----------------- | ----------- | --- |
| Portugal          | 13          | 1960–61, 1964–65¹, 1964–65², 1965–66, 1967–68, 1987–88, 2007–08, 2012–13, 2013–14, 2014–15, 2015–16, 2016–17, 2017–18 |
| Alemanha          | 8           | 1961–62, 1972–73, 1973–74, 1974–75, 1975–76, 1976–77, 1980–81, 1981–82                                                |
| Argentina         | 8           | 1957–58, 1961–62, 2008–09, 2009–10, 2010–11, 2011–12, 2014–15, 2018–19                                                |
| Países Baixos     | 7           | 1971–72, 1987–88, 1988–89, 1993–94, 2001–02, 2002–03, 2004–05                                                         |
| Brasil            | 7           | 1989–90, 1992–93, 1999–00¹, 1999–00², 2006–07, 2014–15, 2024-25                                                       |
| França            | 7           | 1958–59, 1984–85, 1989–90, 1990–91, 1991–92, 2021–22, 2023–24                                                         |
| Hungria           | 5           | 1959–60, 1961–62, 1963–64, 1965–66, 1971–72                                                                           |
| Iugoslávia        | 5           | 1955–56, 1963–64, 1971–72, 1986–87, 1996–97                                                                           |
| Itália            | 5           | 1962–63, 1963–64, 1976–77, 1982–83, 1997–98                                                                           |
| Espanha           | 5           | 1961–62, 1987–88, 1999–2000, 2000–01, 2003–04                                                                         |
| Escócia           | 4           | 1968–69, 1971–72, 1980–81, 1987–88                                                                                    |
| Inglaterra        | 4           | 1956–57, 1969–70, 1980–81, 2023–24                                                                                    |
| Ucrânia           | 3           | 1991–92, 1998–99, 2005–06                                                                                             |
| Dinamarca         | 2           | 1977–78, 1979–80 |
| União Soviética   | 2           | 1974–75, 1983–84 |
| Noruega           | 2           | 2020–21, 2022–23 |
| Suécia            | 2           | 1969–70, 1985–86 |
| Bélgica           | 1           | 1966–67 |
| Grécia            | 1           | 1970–71 |
| Suíça             | 1           | 1978–79 |
| Argélia           | 1           | 1987–88 |
| Tchecoslováquia   | 1           | 1987–88 |
| Roménia           | 1           | 1987–88 |
| Áustria           | 1           | 1990–91 |
| Nova Zelândia     | 1           | 1993–94 |
| Libéria           | 1           | 1994–95 |
| Finlândia         | 1           | 1995–96 |
| Trinidad e Tobago | 1           | 1998–99 |
| Guiné             | 1           | 2024-25 |
| Polónia           | 1           | 2019–20 |

### Por jogador
| País                | Títulos | Anos                                                          |
| ------------------- | ------- | ------------------------------------------------------------- |
| Cristiano Ronaldo   | 7       | 2007–08, 2012–13, 2013–14, 2014–15, 2015–16, 2016–17, 2017–18 |
| Lionel Messi        | 6       | 2008–09, 2009–10, 2010–11, 2011–12, 2014–15, 2018–19          |
| Gerd Müller         | 4       | 1972–73, 1973–74, 1974–75, 1976–77                            |
| Ferenc Puskás       | 3       | 1959–60, 1961–62, 1963–64                                     |
| Eusébio             | 3       | 1964–65, 1965–66, 1967–68                                     |
| Jean-Pierre Papin   | 3       | 1989–90, 1990–91, 1991–92                                     |
| Ruud van Nistelrooy | 3       | 2001–02, 2002–03, 2004–05                                     |
| Alfredo Di Stéfano  | 2       | 1957–58, 1961–62                                              |
| Torbjörn Nilsson    | 2       | 1984–85, 1985–86                                              |
| Romário             | 2       | 1989–90, 1992–93                                              |
| Raúl                | 2       | 1999–2000, 2000–01                                            |
| Andriy Shevchenko   | 2       | 1998–99, 2005–06                                              |
| Erling Haaland      | 2       | 2020–21, 2022–23                                              |

### Por clube
| País                     | Artilheiros | Anos |
| ------------------------ | ----------- | --- |
| Real Madrid              | 16          | 1957–58, 1959–60, 1961–62¹, 1961–62², 1961–62³, 1963–64, 1987–88, 1999–2000, 2000–01, 2012–13, 2013–14, 2014–15, 2015–16, 2016–17, 2017–18, 2021–22 |
| Barcelona                | 10          | 1993–94, 1999–2000, 2008–09, 2009–10, 2010–11, 2011–12, 2014–15¹, 2014–15², 2018–19, 2024-25                                                        |
| Bayern de Munique        | 8           | 1972–73, 1973–74, 1974–75, 1976–77, 1980–81, 1981–82, 2019–20, 2023–24                                                                              |
| Benfica                  | 7           | 1960–61, 1964–65¹, 1964–65², 1965–66, 1967–68, 1987–88, 1991–92                                                                                     |
| Manchester United        | 7           | 1956–57, 1968–69, 1998–99, 2001–02, 2002–03, 2004–05, 2007–08                                                                                       |
| Milan                    | 4           | 1962–63, 1988–89, 2005–06, 2006–07 |
| Olympique de Marseille   | 3           | 1989–90, 1990–91, 1991–92 |
| Ajax                     | 3           | 1971–72, 1979–80, 1995–96 |
| Juventus                 | 3           | 1982–83, 1984–85, 1997–98 |
| Partizan Belgrado        | 2           | 1955–56, 1963–64 |
| Borussia Mönchengladbach | 2           | 1975–76, 1977–78 |
| Liverpool                | 2           | 1980–81¹, 1980–81² |
| Göteborg                 | 2           | 1984–85, 1985–86 |
| PSV Eindhoven            | 2           | 1989–90, 1992–93 |
| Porto                    | 2           | 1987–88, 1999–2000 |
| Borussia Dortmund        | 2           | 2020–21, 2024-25 |
| Paris Saint-Germain      | 2           | 1994–95, 2023–24 |
| Reims                    | 1           | 1958–59 |
| Nuremberg                | 1           | 1961–62 |
| Internazionale           | 1           | 1963–64 |
| Ferencvárosi             | 1           | 1965–66 |
| Anderlecht               | 1           | 1966–67 |
| Vorwärts Berlim          | 1           | 1966–67 |
| Leeds United             | 1           | 1969–70 |
| Panathinaikos            | 1           | 1970–71 |
| Újpest                   | 1           | 1971–72 |
| Celtic                   | 1           | 1971–72 |
| Standard de Liège        | 1           | 1971–72 |
| Ararat Erevan            | 1           | 1974–75 |
| Zurique                  | 1           | 1976–77 |
| Grasshopper              | 1           | 1978–79 |
| Dinamo Minsk             | 1           | 1983–84 |
| Estrela Vermelha         | 1           | 1986–87 |
| Neuchâtel Xamax          | 1           | 1987–88 |
| Slavia Praha             | 1           | 1987–88 |
| Rangers                  | 1           | 1987–88 |
| Steaua Bucuresti         | 1           | 1987–88 |
| Tirol Innsbruck          | 1           | 1990–91 |
| Werder Bremen            | 1           | 1993–94 |
| Atlético de Madrid       | 1           | 1996–97 |
| Dínamo Kiev              | 1           | 1998–99 |
| Monaco                   | 1           | 2003–04 |
| Manchester City          | 1           | 2022–23 |

## Maiores artilheiros da história
Estes são os cinquenta maiores artilheiros da história da Liga dos Campeões da UEFA:
Um ‡ indica que o jogador era da época da Taça dos Campeões Europeus.
Os jogadores que participaram da Liga dos Campeões da UEFA de 2023–24 estão destacados em negrito .
Atualizado dia 5 de junho de 2024.
| Pos. | Jogador              | Gols | Jogos | Média | Anos      | Clube(s) (Gols)                                                                           |
| ---- | -------------------- | ---- | ----- | ----- | --------- | ----------------------------------------------------------------------------------------- |
| 1    | Cristiano Ronaldo    | 141  | 183   | 0,77  | 2003–     | Manchester United (21) Real Madrid (105) Juventus (14)                                    |
| 2    | Lionel Messi         | 129  | 163   | 0,79  | 2005–     | Barcelona (120) Paris Saint-Germain (9)                                                   |
| 3    | Robert Lewandowski   | 101  | 117   | 0,82  | 2011–     | Borussia Dortmund (17) Bayern de Munique (69) Barcelona (8)                               |
| 4    | Karim Benzema        | 90   | 152   | 0,59  | 2006–     | Lyon (12) Real Madrid (78)                                                                |
| 5    | Raúl                 | 71   | 142   | 0,50  | 1995–2011 | Real Madrid (66) Schalke 04 (5)                                                           |
| 6    | Ruud van Nistelrooy  | 60   | 81    | 0,74  | 1998–2009 | PSV Eindhoven (9) Manchester United (38) Real Madrid (13)                                 |
| 7    | Andriy Shevchenko    | 59   | 116   | 0,51  | 1994–2012 | Dynamo Kyiv (20) Milan (35) Chelsea (4)                                                   |
| 8    | Thomas Müller        | 54   | 155   | 0,35  | 2008–     | Bayern de Munique                                                                         |
| 9    | Thierry Henry        | 51   | 115   | 0,43  | 1997–2012 | Monaco (7) Arsenal (35) Barcelona (9)                                                     |
| 10   | Filippo Inzaghi      | 50   | 85    | 0,59  | 1997–2012 | Juventus (17) Milan (33)                                                                  |
| 11   | Zlatan Ibrahimović   | 49   | 128   | 0,38  | 2001–2022 | Ajax (6) Juventus (3) Internazionale (6) Barcelona (4) Milan (9) Paris Saint-Germain (20) |
| 11   | Alfredo Di Stéfano ‡ | 49   | 58    | 0,84  | 1955–1964 | Real Madrid                                                                               |
| 13   | Kylian Mbappé        | 51   | 76    | 0,66  | 2016–     | Monaco (6) Paris Saint-Germain (42)                                                       |
| 13   | Mohamed Salah        | 48   | 89    | 0,53  | 2013–     | Basel (5) Roma (1) Liverpool (42)                                                         |
| 15   | Eusébio ‡            | 47   | 65    | 0,72  | 1961–1974 | Benfica                                                                                   |
| 15   | Sergio Agüero        | 47   | 83    | 0,56  | 2008–2022 | Atlético de Madrid (8) Manchester City (39)                                               |
| 17   | Didier Drogba        | 44   | 92    | 0,48  | 2003–2015 | Marseille (5) Chelsea (36) Galatasaray (3)                                                |
| 17   | Erling Haaland       | 44   | 42    | 1,02  | 2019–     | Red Bull Salzburg (8) Borussia Dortmund (15) Manchester City (18)                         |
| 18   | Neymar               | 43   | 81    | 0,53  | 2013–     | Barcelona (21) Paris Saint-Germain (22)                                                   |
| 18   | Alessandro Del Piero | 43   | 92    | 0,47  | 1995–2009 | Juventus                                                                                  |
| 21   | Fernando Morientes   | 39   | 104   | 0,37  | 1997–2009 | Real Madrid (19) Monaco (9) Liverpool (3) Valencia (8)                                    |
| 22   | Antoine Griezmann    | 37   | 97    | 0,38  | 2014–     | Real Sociedad (1) Atlético Madrid (30) Barcelona (4)                                      |
| 23   | Ferenc Puskás ‡      | 35   | 41    | 0,85  | 1956–1966 | Budapest Honvéd (1) Real Madrid (35)                                                      |
| 23   | Edinson Cavani       | 35   | 70    | 0,50  | 2011–     | Napoli (5) Paris Saint-Germain (30)                                                       |
| 25   | Gerd Müller ‡        | 34   | 35    | 0,97  | 1969–1977 | Bayern de Munique                                                                         |
| 25   | Wayne Rooney         | 34   | 88    | 0,38  | 2004–2015 | Manchester United                                                                         |
| 27   | Samuel Eto'o         | 33   | 82    | 0,40  | 1999–2014 | Mallorca (2) Barcelona (18) Internazionale (10) Chelsea (3)                               |
| 28   | Arjen Robben         | 32   | 111   | 0,29  | 2002–2018 | PSV Eindhoven (3) Chelsea (2) Real Madrid (1) Bayern de Munique (26)                      |
| 28   | Francisco Gento ‡    | 32   | 89    | 0.35  | 1955–1969 | Real Madrid                                                                               |
| 28   | David Trezeguet      | 32   | 61    | 0,52  | 1997–2009 | Monaco (4) Juventus (28)                                                                  |
| 31   | Rivaldo              | 31   | 78    | 0,40  | 1997–2007 | Barcelona (25) Milan (2) Olympiacos (3) AEK (1)                                           |
| 31   | Serhiy Rebrov        | 31   | 68    | 0,45  | 1993–2008 | Dynamo Kyiv                                                                               |
| 31   | Luis Suárez          | 31   | 79    | 0,39  | 2010–     | Ajax (5) Barcelona (25) Atlético de Madrid (1)                                            |
| 34   | Kaká                 | 30   | 88    | 0,34  | 2003–2014 | Milan (25) Real Madrid (5)                                                                |
| 34   | Steven Gerrard       | 30   | 87    | 0,34  | 1998–2016 | Liverpool                                                                                 |
| 34   | Patrick Kluivert     | 30   | 75    | 0,40  | 1994–2006 | Ajax (9) Barcelona (21)                                                                   |
| 34   | Ryan Giggs           | 30   | 151   | 0,20  | 1993–2014 | Manchester United                                                                         |
| 38   | Edin Džeko           | 29   | 77    | 0,37  | 2009–     | Wolfsburg (4) Manchester City (3) Roma (15) Internazionale (6) Fenerbahçe (1)             |
| 38   | Harry Kane           | 29   | 44    | 0,66  | 2016–     | Tottenham (21) Bayern de Munique (8)                                                      |
| 38   | Roy Makaay           | 29   | 61    | 0,47  | 1993–2010 | Deportivo de La Coruña (12) Bayern de Munique (17)                                        |
| 41   | Mario Mandžukić      | 28   | 74    | 0,38  | 2004–2021 | Dinamo Zagreb (7) Juventus (10) Bayern de Munique (6) Atlético de Madrid (5)              |
| 41   | Jean-Pierre Papin    | 28   | 37    | 0,75  | 1983–2009 | Olympique de Marseille (19) Milan (7) Bayern de Munique (2)                               |
| 41   | Hernán Crespo        | 28   | 70    | 0,40  | 1997–2007 | Parma (2) Lazio (5) Internazionale (11) Chelsea (4) Milan (6)                             |
| 41   | Mário Jardel         | 28   | 48    | 0,58  | 1996–2001 | Porto (19) Galatasaray (9)                                                                |
| 41   | Álvaro Morata        | 28   | 82    | 0,34  | 2012–     | Real Madrid (4) Juventus (15) Chelsea (1) Atlético Madrid (8)                             |
| 46   | Mario Gómez          | 27   | 46    | 0,58  | 2007–2013 | VfB Stuttgart (3) Bayern de Munique (24)                                                  |
| 46   | Robin van Persie     | 27   | 68    | 0,40  | 2002–2014 | Arsenal (20) Manchester United (7)                                                        |
| 46   | Sadio Mané           | 27   | 71    | 0,38  | 2017–     | Liverpool (24) Bayern de Munique (3)                                                      |
| 46   | Raheem Sterling      | 27   | 83    | 0,32  | 2014–     | Manchester City (24) Chelsea (3)                                                          |
| 46   | Giovane Élber        | 27   | 73    | 0,37  | 1997–2004 | Bayern de Munique (24) Lyon (3)                                                           |